# Sparre av Aspnäs
Sparre av Aspnäs var en högfrälseätt besutten i Uppland och Mälarlandskapen, uppkallad efter gården Aspnäs i Östervåla socken i Uppland. Ätten hade troligen gemensamt ursprung med Sparre av Tofta, Sparre av Vik och Sparre av Hjulsta och Ängsö. Bröderna Karl och Gisle Elinasson nämns i början av 1300-talet. Ätten dog ut under 1300-talet.